# Albán színházművészet

## A kezdetek
A 19. századig Albániában ismeretlen volt a színházművészet, s csupán néprajzi leírások ismertek különféle dramatikus népszokásokról. A szervezett színjátszás iránti igény és a színházi mozgalom csupán a 19. század végén, a nemzeti romantika korában, a Rilindja mozgalommal egy időben jelentkezett, illetve bontakozott ki. 1874-ben Koto Hoxhi tanár szervezte az első iskolai színi előadásokat a Gjirokastra melletti Qesaratban.
1875-ben Sami Frashëri megjelentette az első jelentős albán színdarabot Besa (’Az adott szó’) címen – ekkor még törökül, az albán nyelvű kiadásra csak 1901-ben került sor. Ezt a következő évtizedekben további színdarabok, drámák követték: Leonardo De Martino Nata Këshnellavet (’Karácsony éjszakán’, 1880), Pashko Babi Biri i Çifutit (’A zsidó fia’, 1882), Françesk Anton Santori Ermira (’Ermira’, 1887), Gjergj Fishta Sh’ Françesku i Asisit (’Assisi Szent Ferenc’, 1912). A felsorolt könnyedebb darabok mellett az 1900-as években, az albán függetlenségért zajló küzdelem árnyékában súlyosabb társadalmi drámák is születtek, mint például Fan Noli Izraelitë dhe Filistinë (’Izraeliták és filiszteusok’, 1907), Kristo Floqi Fe e kombsi (’Hit és hazafiság’, 1914) című művei.
Ezzel párhuzamosan az 1900-as évek első éveiben nyíltak meg a nagyobb városokban azok a társulatok és körök, amelyek elindították az amatőr színházi mozgalmat. Ezek legjelentősebbjei az 1902. szeptember 8-án Vlorában megnyílt Labëria kör, a delvinai Bashkimi (’Egység’) kör 1909-től, az Ylli i Mëngjesit (’Hajnalcsillag’) társulat stb., amelyek Kristo Floqi, Foqion Postoli, Haki Stërmilli és mások műveit vitték színpadra. Ezekben az amatőr színi társulatokban nevelődtek ki az albán színjátszás első nagy generációjának olyan tagjai, mint Loro Kovaçi, Pjetër Gjoka, Zef Jubani, Mihal Popi, Vangjel Grabocka, Dhorka Sheri, Dhimitër Trajçe, Gaqi Vishi stb., akik a két világháború között Tirana, Shkodra, Korça és Vlora színpadain játszottak. Ugyancsak a 20. század elején tett szert óriási hírnévre és népszerűségre az Európa színpadain játszó, albán származású Aleksandër Moisiu, akire bár az albánok rendkívül büszkék mint nemzeti színjátszásuk nagy alakjára, valójában soha nem állt albán színpadon, s csupán elenyésző időt töltött Albániában.

## A szocialista realista színház
1942–1944 között, a második világháború idején a színjátszás egy sajátos válfaja, a szocialista realizmus előfutára jelent meg Albániában: a partizánszínház. Kezdetben ez szegényes dramaturgiára és párbeszédekre épülő, inkább improvizatív stílusú színpadi jelenlétnek minősült csak, de 1943-tól Zihni Sako, Gjikë Kuqali, Besim Levonja és mások kezdték ontani a partizánszínházak számára írt sematikus darabjaikat. 1944. május 24-én a korábbi partizánszínjátszás intézményesülésével megnyitotta kapuit az ország első kőszínháza, a tiranai Népi Színház, későbbi nevén Nemzeti Színház. Hamarosan országszerte hasonló színházak alakultak a nagyobb városokban (Shkodra, Korça, Durrës, Vlora, Elbasan stb.).
A többi művészeti ághoz hasonlóan az elkövetkező évtizedekben a színházművészetnek is a pártvonalhoz és a szocialista realizmus elvárásához kellett igazodnia. Az 1960-as évekre, a kulturális forradalom idejére az állami szigor felengedett, és valóban értékes művészi darabokat is színpadra vittek. A korszak jelentősebb hazai drámaírói Kolë Jakova, Spiro Çomora, Sulejman Pitarka, rendezői Esat Oktrova, Kujtim Spahivogli, Mihal Luarasi, Drita Agolli, Andon Pano voltak. Mint kiemelkedő színpadi színészegyéniségeké megemlítendő Kadri Roshi és Lazër Filipi neve. A színészutánpótlás kinevelésére megnyitották Tiranában az első színi iskolát, az Aleksandër Moisiu Színművészeti Főiskolát (Shkolla e Lartë për Aktorë „Aleksandër Moisiu”), amely később a Művészeti Akadémia (Akademia e Arteve) egyik kara lett. A tanintézményből kikerült, jól képzett színművészek, rendezők, díszlettervezők és drámaírók professzionális munkája nyomán az 1970-es évekre az albán színházművészet magas művészi szintet ért el. Évente tucatjával mutattak be korábbi és kortárs albán darabokat. A sikeresebb, hosszan műsoron tartott darabok közül néhány: Spiro Çomora: Karnavalet e Korçës (’Korçai mulatságok’, 1961); Loni Papa: Cuca e maleve (’Hegyek leánya’, 1967); Fadil Paçrami: Shtëpia në bulevard (’A sugárúti ház’, 1968); Ruzhdi Pulaha: Zonja nga qyteti (’Úriasszony a városból’, 1976). Több nemzetközi klasszikus darabot is ebben az időszakban állítottak először albán színpadra (Shakespeare, Gogol, Brecht és mások műveit).
A sematizmus égisze alatt iránydrámákat színpadra állító, illetve a kulturális forradalom után a klasszikus színházi hagyományokat követő színházak mellett Enver Hoxha rendszere szűk játékteret hagyott a komédia műfajának is. A sajátos albán népi humorból merítő század eleji darabok (például Andon Zako Çajupi művei) mellett a közönséget esztrádműsorokkal szórakoztató kabarészínházak nyíltak a nagyobb városokban, olyan elismert komikus egyéniségekkel, mint Tano Banushi és Skender Sallaku.

## A kortárs színház
Az 1990-es években, az országban bekövetkezett demokratikus fordulat következtében az albán színházművészet előtt is kitágult a világ. Az új drámaíró- és rendezőnemzedéknek köszönhetően az albán színpadokon is megjelentek a modern kortársi irányzatok, az abszurd dráma és az alternatív előadó-művészet. A közelmúlttal való szakítás jegyében mára e kortársi irányzatok felnőttek a klasszikus színházi hagyomány mellé. Az állami színházak mellett (tiranai Nemzeti Színház, shkodrai Migjeni Színház, durrësi Aleksandër Moisiu Színház) a közelmúltban több magántársulat is alakult. Jelentős határon túli albán színházak működnek Pristinában, Szkopjéban és New Yorkban.